# ادوین ارل
ادوین ارل (انگلیسی: Edwin Earle؛ ۱۷ ژوئن ۱۹۰۵ – ۲۲ اکتبر ۱۹۸۷) بازیکن فوتبال اهل بریتانیا بود.
از باشگاه‌هایی که در آن بازی کرده‌است می‌توان به باشگاه فوتبال کریستال پالاس، باشگاه فوتبال بلیث اسپارتانس، باشگاه فوتبال نلسون، باشگاه فوتبال بوستون تاون، باشگاه فوتبال گرزلی، باشگاه فوتبال بوستون یونایتد، باشگاه فوتبال برنلی، و باشگاه فوتبال ویسبچ اشاره کرد.